# 夢縁坂骨董店
『夢縁坂骨董店』は、朝日放送が2005年10月15日から12月17日に放送した連続テレビドラマである。全10話のオムニバス形式で、毎週土曜日24時30分に放送された。一話完結の作品ながらも、全10話を通して判明する謎もちりばめられている。

## あらすじ
「夢縁坂」は生きることに疲れた人々がさまよう坂道と言われ、頂上には自殺の名所がある。自殺を考える人々が度々訪れる坂の途中にある夢縁坂骨董店には「生と死の案内人」である店主・秘美子（矢松亜由美）がいる。「生と死の案内人」を名乗る秘美子は自らの過去すら知らないが、時折、森にたたずむ少女と血の海の光景が脳裏に浮かぶことも…。そんな神秘的な能力を持つ秘美子の下に毎回心に傷を持つ女性が店を訪れ、秘美子がすすめるいわく付きの一品を手に入れると夢のような出来事が次々に起こる。

## 出演者
矢松亜由美、坂東亀三郎、佐川満男他

## エンディングテーマ
より子「HIKARI」